# Транспортна вулиця (Житомир)
Транспортна вулиця — вулиця у Богунському районі Житомира.

## Характеристики
Вулиця пролягає в привокзальній частині міста, в історичній місцевості Гейнчівка.
Бере початок від вулиці Михайла Грушевського, прямує на північний захід та завершується тупиком.
Пролягає серед промислової забудови.

## Історичні відомості
Вулиця почала формуватися у 1950-х роках як під'ізд до підприємств нового промислового вузла, збудованого на землях колишнього хутора Перша Хінчанка. Отримала назву в 1960-х роках. До 1968 року остаточно сформувалася. 
На мапі Шуберта початку другої половини ХІХ ст. за місцерозташуванням вулиці показаний польовий шлях, що з'єднував Старогончарний шлях з Київською вулицею. 